# صادق‌آباد، پاکستان
صادق‌آباد (به اردو: صادق آباد) شهری در ایالت پنجاب (پاکستان) کشور پاکستان است که در سرشماری سال ۲۰۰۶ میلادی، ۱۹۷٫۷۳۵ نفر جمعیت داشته است.